# Bitcastle
bitcastle（ビットキャッスル）は、セントビンセントおよびグレナディーン諸島に本社を置く暗号通貨取引所。

## 概要
出典:
bitcastleはセントビンセント及びグレナディーン諸島(通称:SVG)に登記されているbitcastle LLCが運営する仮想通貨取引所である。2022年8月のサービス開始以来、2023年までの利用者数は25万人以上。利用できる国は200カ国以上に拡大中。
豊富な銘柄の仮想通貨を取引でき、一部の銘柄ではバイナリーオプションのサービスも提供。世界的に見ても数少ない仮想通貨のバイナリーオプション業者である。
bitcastleの創始者は、日本の実業家である関根 義光氏。仮想通貨トレーダーとして認知度が高い彼が立ち上げたサービスということもあり、bitcastleの利用者は年々増加傾向にある。
bitcastleは日本の暗号資産交換業者登録を行っておらず、2024年11月28日に金融庁から警告を受けている。
またXで出金拒否の報告が多数存在するため、入金には注意が必要。
そして、プチプラ、ブラブラ、ちん◯んブラブラ、大谷健との関係が深いため、かなり詐欺的な会社である。

### 関根 義光
“さ◯えもん”の愛称で知られる鷺893、関根義光氏は日本の実業家である。solanaに投資し100倍の利益を確定させるなど仮想通貨トレーダーとしての実績を持つ彼は、SNSで22万人以上のフォロワーを持ち、彼が発信する情報は仮想通貨投資家たちに大きな影響を与えている。

## bitcastleの特徴
bitcastleは数多くの仮想通貨銘柄が取引可能。日本国内からは購入できない銘柄も上場しており、アルトコインに強い取引所である。
また、独自の仮想通貨「キャッスル(CASTLE)」も発行し、CASTLEを使ってBTCやETHを購入可能。

### 取引できる仮想通貨
現在bitcastleで取引できる仮想通貨の銘柄は53種類。BTCやETHといったメジャーな仮想通貨はもちろんCOMP、DOGEなどのアルトコインも取引対象となっている。
取引に使う仮想通貨ペアはUSDT、BTC、CASTLEの3種類。その中でもUSDTとのペアが最も多くの銘柄に対応している。

#### CASTLEの価格
CASTLEの2023年2月時点の価格は約0.04円。上場以来の値動きは約0.01程とボラティリティが小さく、価格が非常に安定した仮想通貨である。

### 入金方法
bitcastleへの入金方法は以下の2つの入金サービスから可能。
- Mercuryo
- Transak

どちらもVisaもしくはMaster cardブランドのクレジットカードが対応しており、Mercuryoに関してはApple Pay、Google Payも利用できる。
現金入金や銀行振り込みには対応していない。

#### bitcastleのウォレットに入金を反映させる手順
bitcastleに入金した資金を反映させるには、入金サービスに入れた資金を指定のアドレスに送金する必要がある。
入金から送金までの手順は以下の順序で行う。
①bitcastleにログイン後、“ウォレット”をタップ
②入金したい仮想通貨の銘柄を選択、入金先のアドレスが表示される
③入金サービスより入金先のアドレスを指定して資金を送金
④ウォレットの“入出金履歴”から入金処理を確認できれば送金処理は完了
なお、アドレスの入力間違いなどによる送金ミスは資金が反映されないばかりか、送金した資金が戻らない恐れがあるので、処理は慎重に行う必要がある。

### 取引手数料
bitcastleの取引手数料は、メジャー通貨の取引は無料である。それ以外の通貨に対しても片道1％の取引手数料。メジャー通貨の取引無料サービスはbitcastleの特徴の一つであり、BTCなどを頻繁に取引するトレーダーからの評価は高い。

### 対応言語
bitcastleの対応言語は20種類にも及ぶ。日本語にも完全対応しており、機械翻訳のような特徴的な日本語は使われていない。利用方法も丁寧な日本語で表記され、仮想通貨取引初心者でも問題なく利用できる環境が提供されている。
また、カスタマーサポートも日本語が利用可能。WEB上で問題が発生した場合の問い合わせも日本語で問題ない。

## サービス内容

### 仮想通貨取引
仮想通貨初心者から、上級者まで幅広く利用できる取引画面を実装。価格のレートは独自のオーダーブックメーカーシステムが決定し、すべての通貨ペアに対して世界トップレベルの流通量を確保している。

### バイナリーオプション
bitcastleのバイナリーオプションは、複数の大手取引所のレートを参考に価格形成をしている為、公平な取引を提供できることが特徴。
ペイアウト率最大2.1倍や、5秒判定の高速取引が可能になっているなど、他社よりも短時間で高い利益を生み出せる商品設計が特徴。
ペイアウト率とはかけ金に対して払い戻される金額の割合であり、ペイアウト率2.1倍とは、1万円かけて勝利した場合、21,000円の払い戻しが行われることになる。

### ログインボーナス
特定の仮想通貨がbitcastleに上場した際に、ログインボーナスが発生する場合がある。ボーナスの内容はその時々で変わるが、Lido DAOが上場したときには毎日LDOがもらえるキャンペーンを開催していた。

### アプリのリリース
bitcastleはスマートフォン用のアプリがリリースされている。android、AppleどちらのOSにも対応。使用感は悪くなく、ブラウザ版よりもアプリ版の方がスムーズに動作する。
総ダウンロード数は9万件以上。bitcastleを多用する人にはアプリ版の利用が便利という意見もある。

### 仮想通貨プレゼントキャンペーン
bitcastleでは仮想通貨が当選するキャンペーンが頻繁に実施されているが、その多くはリワードウォレットに付与される。
リワードウォレットはbitcastle内の手数料にのみ使用できる。バイナリーオプションに使用可能なUSDTに変換できるが、通常のユーザーではリワードウォレットだけで到達困難な高額な最低交換数量が設定されているため、実質的に手数料しか使用用途がない。
キャンペーンの実施要項にリワードウォレットに付与される事は記載されているが、実施要項を読込まずに参加すると、当選後に、手数料しか使用用途がない事を知り、喜んだ分だけ落胆する結果となったという意見もある。

## bitcastleのバイナリーオプション
出典:
バイナリーオプションとは、ある時点の価格が、現時点の価格よりも高いか、安いかの2択を賭ける金融商品である。FXなどで多く見られるが、bitcastleでは仮想通貨を対象にバイナリーオプションができるようになっている。
bitcastleのバイナリーオプションは、勝敗の判定時間が異なる2種類の商品を提供。商品名と勝敗の判定時間は以下の通り。
- High/Low判定時間は15分から1日
- Lightning:判定時間は5秒から5分

Higf/Lowは長時間のバイナリーオプションを楽しみたいユーザー向け。一方Lightningは短時間でバイナリーオプションを楽しみたいユーザー向けに設計されている。
また、ペイアウトを購入することによってペイアウト率を高めることも可能であり、高いペイアウトが期待できるエキサイティングなトレードも楽しめる。

### バイナリーオプションに対応している銘柄
バイナリーオプションの対象となる仮想通貨は以下の5銘柄。
- BTC
- ETH
- BCH
- XRP
- LTC

比較的ボラティリティの大きな通貨が対象となっている。

## 取り扱い通貨
- bitcastle ($CASTLE)
- Bitcoin ($BTC)
- Bitcoin Cash ($BCH)
- Ethereum ($ETH)
- TetherUS ($USDT)
- Ripple ($XRP)
- Aave Token ($AAVE)
- Cardano ($ADA)
- ApeCoin ($APE)
- ARB coin ($ARB)
- Cosmos ($ATOM)
- Avalanche ($AVAX)
- B-CAST ($BCAST)
- Binance ($BNB)
- PancakeSwap Token ($CAKE)
- chiliZ ($CHZ)
- Compound ($COMP)
- Dogecoin ($DOGE)
- Polkadot ($DOT)
- Elrond ($EGLD)
- EVE token (EVE)
- Filecoin ($FIL)
- Flow ($FLOW)
- HaiCoin ($HIC)
- Hippopotamus ($HPO)
- Horos Coin ($HRC)
- Iris token ($IRIS)
- JOIN ($JOIN)
- Lido DAO Token ($LDO)
- ChainLink Token ($LINK)
- Litecoin ($LTC)
- Polygon ($MATIC)
- MC token (MC)
- NEAR Protocol (NEAR)
- Nova Hope (NHOP)
- Orbit ($OBT)
- Quant ($QNT)
- Shiba Inu ($SHIB)
- Solana ($SOL)
- SushiToken ($SUSHI)
- Tsurugi ($TRGX)
- Tron ($TRX)
- TripleWin ($TWIN)
- Trust Wallet ($TWT)
- Unify ($UF)
- Uniswap ($UNI)
- VENUS ($VENUS)
- Volt Inu ($VOLT)
- World Peace Coin ($WPC)